# Église Saint-Maurice d'Ingolstadt
Pour les articles homonymes, voir Église Saint-Maurice.
L'église Saint-Maurice (en allemand Moritzkirche), appelée aussi Untere Pfarr, c'est-à-dire « paroisse du bas », est une église paroissiale catholique à Ingolstadt dans le Diocèse d'Eichstätt en Bavière. C'est une basilique gothique à trois nefs avec éléments romans, dédiée à Maurice d'Agaune.

## Histoire

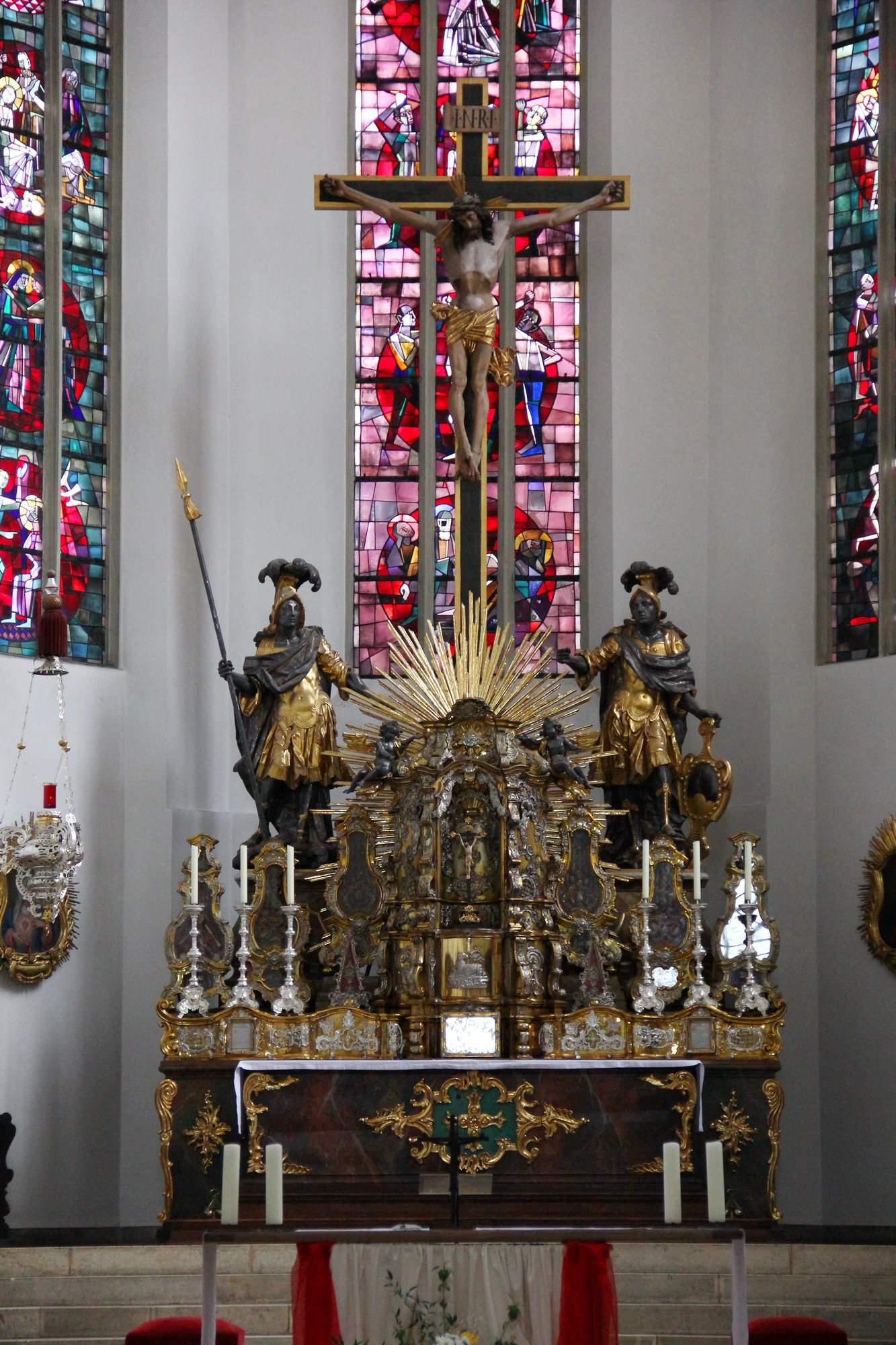
Maître-autel.

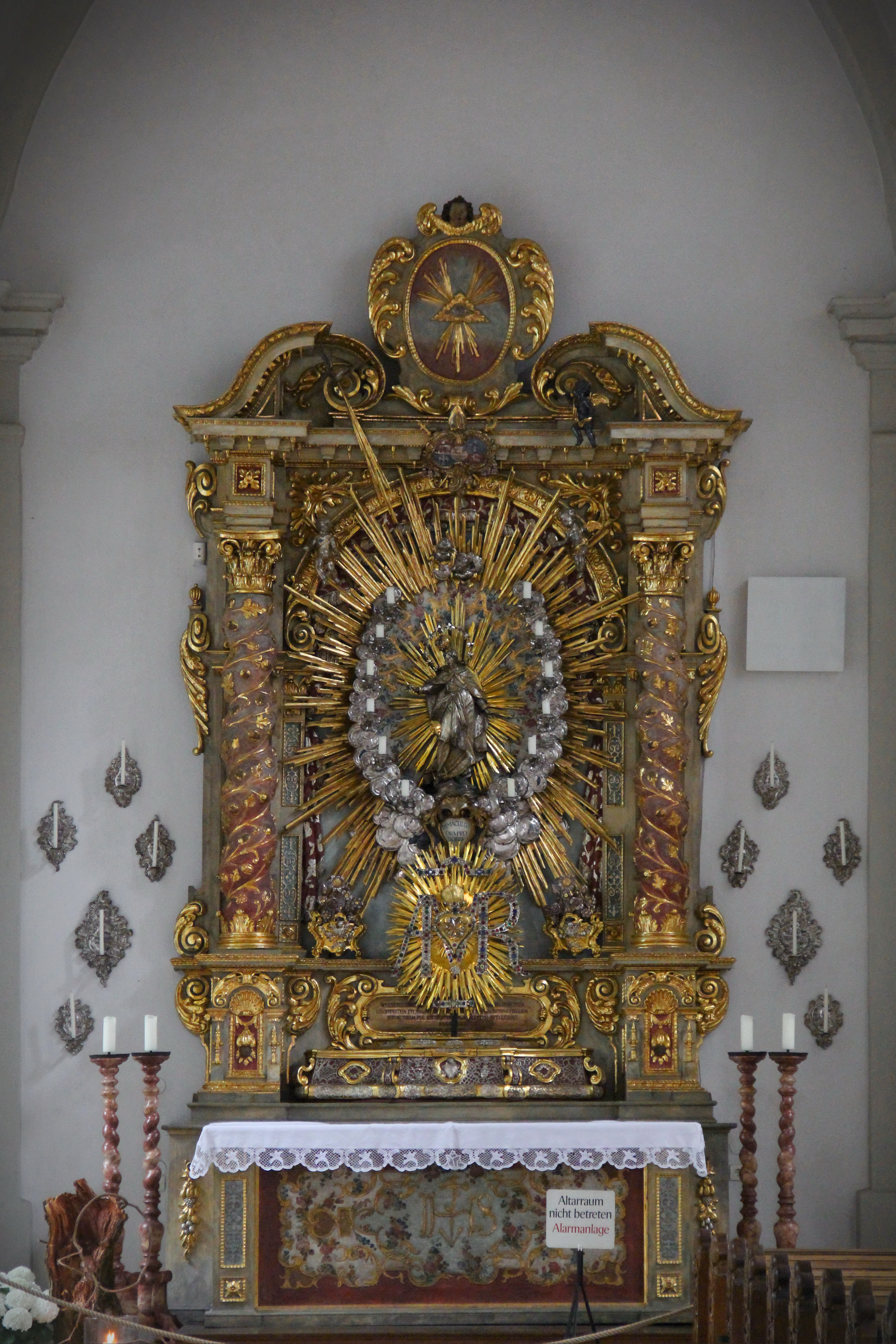
Vierge en gloire dans une mandorle de porte-bougies.

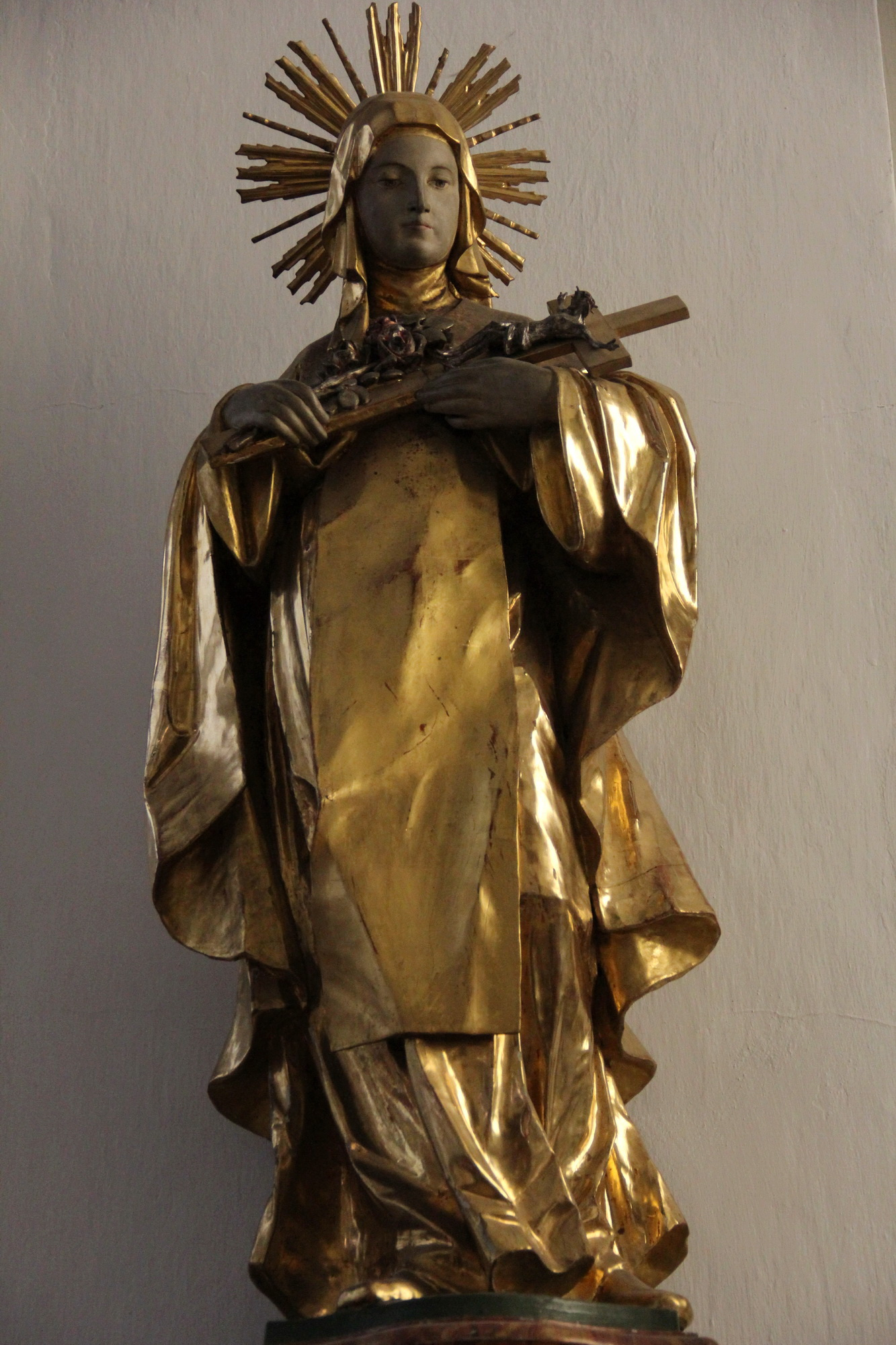
Thérèse de Lisieux.

Dans ses parties les plus anciennes, l'église remonte au IXe siècle, la période de la fondation de la ville. L'état actuel date de 1234, ce qui en fait le plus ancien monument conservé à Ingolstadt. Elle a un chœur polygonal fortement rétracté, des chapelles secondaires, une tour d'angle donnant sur la sacristie. Les chapelles sont plus tardives. La tour de guet,  appelée  Pfeifturm, est à l'angle sud-ouest et date du XIVe ou XVe siècle, donc est plus récente, ce qui explique que les deux tours sont de style différents.
Jusqu'à l'achèvement de la cathédrale, aussi appelée Obere Pfarr, « la paroisse du haut », l'église Saint-Maurice était la seule église à Ingolstadt. Les débuts de l'éducation dans la ville remontent également à l'église de Saint-Maurice, comme l'atteste un document mentionnant une école paroissiale en 1328. Les compléments de décoration en style rococo  ajoutés au XVIIIe siècle par Johann Baptist Zimmermann ont été retirés en 1880, cependant, une tentative a été entreprise en 1945 pour restaurer une partie de ces décorations. 

## Autres particularités
À l'arrière du chœur se trouve la sépulture de Franz von Mercy, commandant de l'armée bavaroise et impériale de la Ligue catholique peandant la guerre de Trente Ans. 
À l'extérieur, près du Pfeifthurm se trouve une statue du Christ de douleur qui date du début du XVIe siècle.
Dans la tour est sont suspendues six cloches de bronze avec la séquence de notes si-0, ré-1, mi-1, fa#-1, la-1, si-1. La seconde, celle en ré-1, est la cloche Saint-Maurice. Elle date de 1642 ; les autres cloches sont des années 1990.

## Mobilier
Deux rangées de stalles simples bordent le chœur. Dans leur dos, une série imposante de bannières de procession ou candélabres à figures de saints. Le maître-autel, les deux autels latéraux, et la chair sont du style rococo.